# Beit Ben Yehuda
Das Beit Ben Yehuda (BBY) ist eine Internationale Jugendbegegnungsstätte in Jerusalem, die der Aktion Sühnezeichen Friedensdienste angeschlossen ist.

## Jugendbegegnungsstätte
Im Beit Ben Yehuda werden Seminare, Programme, Sprachkurse und Übernachtungsmöglichkeiten für alle Altersklassen angeboten, um den interkulturellen Austausch zwischen Israelis und Menschen aus allen Teilen der Welt zu fördern.
Die Begegnungsprogramme thematisieren Geschichte und aktuelle Lage Israels, die Vielfalt der israelischen Gesellschaft, ihre unterschiedlichen Kulturen und Religionen sowie den Nahostkonflikt. Besondere Schwerpunkte liegen auf der Auseinandersetzung mit Ursachen und Folgen nationalsozialistischer Rasse- und Vernichtungspolitik und auf Geschichte und Gegenwart deutsch-israelischer bzw. christlich-jüdischer Beziehungen.
Das BBY hat zudem langjährige Beziehungen zur Gedenkstätte Yad Vashem, dem Israelischen Jugendaustauschdienst und zahlreichen israelischen Universitäten sowie Organisationen, die die Jüdisch-Arabische und auch religiöse und säkulare Koexistenz fördern.
Das BBY steht außerdem in Zusammenarbeit mit den Internationalen Begegnungsstätten Foyer Le Pont in Paris und Międzynarodowy Dom Spotkań Młodzieży (MDSM) in Auschwitz.

## Das Gästehaus
Das Gästehaus des Beit Ben Yehuda wurde im Jahr 2004 eröffnet. Es besteht aus dem historischen Wohngebäude von Eliezer Ben Yehuda mit einer deutsch- und englischsprachigen Bibliothek sowie einem neuen Gebäude, in dem sich die Gästezimmer  und Seminarräume befinden. Im Jahr 2008 verzeichnete es ca. 5000 Übernachtungen.